# 愛爾蘭反對黨領袖
愛爾蘭反對黨領袖（英語：The Leader of the Opposition；愛爾蘭語：Ceannaire an Fhreasúra）是愛爾蘭共和國下議院非執政黨聯盟的領袖。理論上，他是整個反對派陣營的領袖。現任愛爾蘭反對黨領袖是新芬黨黨魁瑪麗·盧·麥當勞。

## 产生方法和職務
根據常規，反對黨領袖是由下議院第二大政黨的黨魁擔任。歷史上，這個位置通常由愛爾蘭統一黨（Fine Gael）或愛爾蘭共和黨（Fianna Fáil）的黨魁擔任。
反對黨領袖通常被視為一位準備代替現任總理的政客，所以，反對黨領袖只是一個虛銜，沒有實際職務。

## 現況
現在，反對黨領袖統領的反對派陣營是比較鬆散和分化。直到2005年，反對派陣營包括以下政黨：
- 愛爾蘭統一黨（Fine Gael）
- 新芬黨（Sinn Féin）
- 愛爾蘭綠黨（Green Party/Comhaontas Glas）
- 愛爾蘭社會主義黨（Socialist Party）
- 一些獨立派下議院議員

以下的例證顯示出反對派陣營的議席（淺綠色的方格代表愛爾蘭共和黨的議席，深藍色的方格代表愛爾蘭民主進步黨的議席。二個政黨均是執政聯盟的成員。）

## 反對黨領袖列表
| #    | 漢譯名稱                    | 英語名稱            | 上任日期       | 離任日期       | 政黨                    |
| ---- | --------------------------- | ------------------- | -------------- | -------------- | ----------------------- |
| 1    | 托瑪斯·詹森                 | Thomas Johnson      | 1922年12月6日  | 1927年12月     | 愛爾蘭工黨              |
| 2    | 埃蒙·迪·華理拉（第一次）    | Eamon de Valera     | 1927年12月     | 1932年3月9日   | 愛爾蘭共和黨            |
| 3    | 威廉·科斯格羅弗             | William T. Cosgrave | 1932年3月9日   | 1944年1月      | 蓋爾人同盟/愛爾蘭統一黨 |
| 4    | 托馬斯·奧希根斯             | Thomas F. O'Higgins | 1944年1月      | 1944年6月9日   | 愛爾蘭統一黨            |
| 5    | 理察·穆格希                 | Richard Mulcahy     | 1944年6月9日   | 1948年2月18日  | 愛爾蘭統一黨            |
| (2)  | 埃蒙·迪·華理拉（第二次）    | Eamon de Valera     | 1948年2月18日  | 1951年6月13日  | 愛爾蘭共和黨            |
| 6    | 約翰·科斯特洛（第一次）     | John A. Costello    | 1951年6月13日  | 1954年6月2日   | 愛爾蘭統一黨            |
| (2)  | 埃蒙·迪·華理拉（第三次）    | Eamon de Valera     | 1954年6月2日   | 1957年3月20日  | 愛爾蘭共和黨            |
| (6)  | 約翰·科斯特洛（第二次）     | John A. Costello    | 1957年3月20日  | 1959年10月21日 | 愛爾蘭統一黨            |
| 7    | 占士·迪龍                   | James Dillon        | 1959年10月21日 | 1965年4月21日  | 愛爾蘭統一黨            |
| 8    | 利亞姆·哥斯格雷夫           | Liam Cosgrave       | 1965年4月21日  | 1973年3月14日  | 愛爾蘭統一黨            |
| 9    | 傑克·林奇                   | Jack Lynch          | 1973年3月14日  | 1977年7月5日   | 愛爾蘭共和黨            |
| 10   | 加勒特·菲茨傑拉德（第一次） | Garret FitzGerald   | 1977年7月5日   | 1981年6月30日  | 愛爾蘭統一黨            |
| 11   | 查爾斯·豪伊（第一次）       | Charles Haughey     | 1981年6月30日  | 1982年3月9日   | 愛爾蘭共和黨            |
| (10) | 加勒特·菲茨傑拉德（第二次） | Garret FitzGerald   | 1982年3月9日   | 1982年12月14日 | 愛爾蘭統一黨            |
| (11) | 查爾斯·豪伊（第二次）       | Charles Haughey     | 1982年12月14日 | 1987年3月10日  | 愛爾蘭共和黨            |
| 12   | 艾倫·杜克斯                 | Alan Dukes          | 1982年12月14日 | 1990年11月20日 | 愛爾蘭統一黨            |
| 13   | 約翰·布魯頓（第一次）       | John Bruton         | 1990年11月20日 | 1994年12月15日 | 愛爾蘭統一黨            |
| 14   | 伯蒂·埃亨                   | Bertie Ahern        | 1994年12月15日 | 1997年6月26日  | 愛爾蘭統一黨            |
| (13) | 約翰·布魯頓（第二次）       | John Bruton         | 1997年6月26日  | 2001年2月9日   | 愛爾蘭統一黨            |
| 15   | 米高・努南                  | Michael Noonan      | 2001年2月9日   | 2002年6月6日   | 愛爾蘭統一黨            |
| 16   | 安達·康尼                   | Enda Kenny          | 2002年6月6日   | 2011年3月9日   | 愛爾蘭統一黨            |
| 17   | 邁克·馬丁                   | Micheál Martin      | 2011年3月9日   | 2020年6月27日  | 愛爾蘭共和黨            |
| 18   | 瑪麗·盧·麥當勞              | Mary Lou McDonald   | 2020年6月27日  | 現任           | 新芬黨                  |